# Дабинівка
Даби́нівка — село в Україні, у Пришибській сільській громаді Кременчуцького району Полтавської області. Населення становить 240 осіб.

## Географія
Село Дабинівка знаходиться на лівому березі річки Сухий Кобелячок, вище за течією на відстані 1,5 км розташоване село Криничне, нижче за течією на відстані 2 км розташоване село Комендантівка. На відстані 1 км розташоване село Порубаї. Селом протікає пересихаючий струмок з загатою.

## Економіка
- Молочно-товарна ферма.

## Люди
В селі народилася Зорич Стефанія Петрівна (1893—1954) — українська і російська співачка.